# Chocimierz (Ukraina)
Chocimierz – wieś w rejonie tłumackim obwodu iwanofrankiwskiego. Wieś liczy 889 mieszkańców. 

## Historia
Założona w 1444 r. Za czasów Królestwa Polskiego właścicielami Chocimierza byli m.in. Chocimirscy (Chocimierscy, zdaniem Stanisława Józefa Duńczewskiego herbu Grabie, zdaniem Adama Bonieckiego herbu własnego).
W 1626 roku właścicielem obronnego dworu w Chocimierzu był Stanisław Szpądowski, którego żona, podczas nieobecności męża, odparła wraz ze służbą atak zbójców pod dowództwem Andrzeja Górskiego. W wiekach XVIII i XIX/XX majątek Słoneckich h. Korab.
W II Rzeczypospolitej miejscowość była siedzibą gminy wiejskiej Chocimierz w powiecie tłumackim województwa stanisławowskiego.  
W 1942 Niemcy przy pomocy Ukraińskiej Policji Pomocniczej wywieźli tutejszych Żydów do getta, gdzie prawie wszyscy zostali zgładzeni. W latach 1941–1945 nacjonaliści ukraińscy z OUN-UPA zamordowali tutaj 30 Polaków. 
Proboszczem w Chocimierzu był brat Franciszka Karpińskiego. 
W czasie okupacji niemieckiej mieszkająca we wsi ukraińska rodzina Abramczuków udzieliła pomocy Perli Janowicz-Szwarc. W 2004 roku Instytut Jad Waszem podjął decyzję o przyznaniu Mychajłowi i Katerynie Abramczukom tytułu Sprawiedliwych wśród Narodów Świata. 